# Fongoro jezik
Fongoro jezik (gele, kole; ISO 639-3: fgr), jezik iz podskupine sara-bagirmi, šire skupine bongo-bagirmi, kojim se služi oko 1 000 pripadnika (1983 Doornbos and Bender) plemena Fongoro u Čadu u prefekturi Ouaddaï duž sudanske granice. 
Neki od njih govore i jezikom fur. Nekada se govorio i u Sudanu ali je tamo nestao.

## Vanjske poveznice
- Ethnologue (14th)
- Ethnologue (15th)